# Dicamptus uptoni
Dicamptus uptoni là một loài tò vò trong họ Ichneumonidae.